# El abuelo y yo
El abuelo y yo (no Brasil, Vovô e eu; em Portugal, O avô e eu) é uma telenovela mexicana produzida por Pedro Damián para a Televisa e exibida pelo Canal de las Estrellas entre 20 de janeiro e 22 de maio de 1992.
A trama foi protagonizada por Gael García Bernal e Ludwika Paleta, com atuações estrelares de Jorge Martínez de Hoyos, Evangelina Elizondo, Ivette Proal, Marcelo Buquet e Frances Ondiviela, e antagonizada por Ivette Proal, Flor Edwarda Gurrola e Wendy de los Cobos.

## Sinopses
Alexandra e Daniel são dois meninos que vivem mundos totalmente diferentes mas que terminam unidos pela amizade e os sonhos.
Alexandra é uma menina doce e terna que vive num mundo de jardins e sonhos de cristal, vestidos formosos, infinidade de chapéus e contos de fadas. É uma menina cheia de fantasias e desejos de aventuras mágicas, seus pais são endinheirados e possui tudo o que seus desejos possam imaginar. Mas esse mundo está bem longe de Daniel, um menino que ficou órfão, quem fez da rua seu lar, pois à morte de sua mãe, ficara desabrigado, não conhece seus parentes, só sabe que o pai de sua mamãe nunca lhe perdoou que se tenha casado e a afastou de sua vida. Agora Daniel mal tem para se comprar um bom par de sapatos.
O pequeno Daniel, que vive com seu cão "Anselmo", primeiro conhece Joaquín, um velho músico concertista que agora se tornou solitário, Daniel acha que os dois podem ser grandes colegas, sem imaginar que ele é seu avô, depois conhece Alexandra e juntos começam a percorrer novos mundos cheios de diversão e todo graças ao Avô, que se converte em sua guia e lhes ensina o verdadeiro significado da amizade e a como seguir sendo meninos. O Avô além de brindar-lhes seu apoio e carinho ensina-lhes a usar a imaginação para viajar por mundos estranhos e a sonhar, coisas que os meninos tinham deixado de fazer por resolver problemas que não lhes correspondiam.
Ao final Daniel e Joaquín descobrem que são avô e neto e seguem seu caminho juntos mas sem Alexandra.

## Elenco
- Jorge Martínez de Hoyos - Joaquín Rivera[2]
- Gael García Bernal - Daniel García Medina
- Ludwika Paleta - Alexandra Díaz-Uribe[3]
- Evangelina Elizondo - Sofía
- Frances Ondiviela - Fernanda Rosales de Díaz-Uribe
- Marcelo Buquet - Gerardo Díaz-Uribe
- Alfonso Iturralde - René Pérez-Villegas
- Raúl Buenfil - Padre Damián Rosales
- Alan Gutiérrez - Rosendo
- Flor Edwarda Gurrola - Yolanda "Yoya" Pérez-Villegas (Yara no Brasil)
- Julián de Tavira - Emiliano
- Adalberto Martínez - Lucas Romero
- Beatriz Moreno - Lola
- Ivette Proal - Yolanda Moya de Pérez-Villegas
- Héctor del Puerto - Don Lupe
- Wendy de los Cobos - Mayra
- Krystel Klitbo - Matti
- Leo Rojo - Raúl
- Jesús Vargas - Fonseca
- Antonio Brillas - Padre José
- Josefina Escobedo - Sra. Lizardi
- Jorge Poza - Perico
- Osvaldo Benavides - Paco
- Eugenio Polgovsky - Eugenio
- Felipe Colombo - Felipín
- Diego Luna - Luis
- Maya Mishalska - Leticia
- Billy Méndez - Billy
- Ada Carrasco - Enriqueta
- Jorge Fegán - Director
- Mauricio Armando - Germán
- Bárbara Eibenshutz - Teresa
- Teresa Guízar - Monja
- Beatriz Olea - Alicia
- Marcela Figueroa - Recepcionista
- Keiko Durán - Mirna
- Anderson Otalvaro - Pablo
- Elizabeth Zúñiga - Rosa
- Gabriela Cortes - Leticia
- Lorena Shelley - Maestra
- Ana Ofelia Murguía - Senhorita Estrada
- Claudia Ortega - Cándida
- Myrrah Saavedra - Moraima
- José Escandón - Castillo
- Jorge Salinas - Ernesto
- Gustavo Cosain - Octavio
- Alfonso Téllez - Chefe do Instituto
- Carmina Narro - Irene
- Eduardo Santamarina - Ulises
- Manolita Saval
- Gerardo Albarrán - Flavio
- Rodolfo Arias - Bruno
- Alejandro Bracho - Joel Chuvila
- Jesús Carrasco - Comissário
- Uriel Chávez - Comandante
- César Escalero - Rabanito
- Arturo Guízar - Padre Domingo
- Raúl Montalvo - Capitão
- Sergio Morante - Ponciano
- Gloria Morell - Esther
- Germán Novoa - Pancho
- Maricruz Nájera - Madre Adoración
- José Luis Padilla - Teodoro
- José Luis Rojas - Maestro
- Tamara Shanath - Liliana
- Claudio Sorel - Tiburcio
- Gonzalo Sánchez - Roque
- Horacio Vera - Salomón
- Aurora Vázquez - Karina
- Dominika Paleta - Elisa
- Jorge Soltero - Jorge
- Yolanda Ventura - Teresa

## Equipe de produção
- Script: Lorena Salazar e Eduardo Quiroga.
- Edição Literária: Xuitlaltzin Vázquez.
- Cenografia: Arq. Juan Rodríguez.
- Ambientação: Rosalba Santoyo.
- Desenho de Vestuário: Ninoshka González.
- Tema de abertura: "Capitanes de la calle".
- Intérprete: Ludwika Paleta.
- Música Original: Amparo Rubín.
- Gerente de Produção: Paulina Viesca Azuela.
- Direcção de Câmaras: Manuel Ruiz Espalhe.
- Direcção de Cena: Juan Carlos Muñoz.
- Produtor: Pedro Damián.

## Exibição

### No México
Foi reprisada pelo TLNovelas entre 28 de julho e 8 de dezembro de 2019, substituindo La pícara soñadora e sendo substituída por Cómplices al rescate.

### No Brasil
Foi exibida no Brasil, pelo SBT, entre 22 de abril e 3 de agosto de 1992, substituindo Carrossel e sendo substituída por Chispita.
Foi reprisada pelo SBT entre 30 de setembro e 28 de dezembro de 1996, ao meio dia, substituindo Chispita.
Foi exibida pela primeira vez pelo canal pago TLN Network  entre 21 de maio e 14 de setembro de 2012 substituindo Gotinha de amor e sendo substituída por Amigos para sempre.
Foi exibida pela segunda vez pelo TLN Network entre 10 de julho a 3 de novembro de 2017 substituindo O diário de Daniela e sendo substituída por Viva às crianças. 
Será disponibilizada em breve na plataforma de streaming gratuita +SBT.

### Em Portugal
Foi exibida em Portugal pela RTP1 entre 06 de março a 18 de agosto de 1995.

## Trilha sonora
A novela possui duas trilhas sonoras. A primeira é a original, lançada em 1992 pela gravadora Melody, constituída por canções interpretadas pelo próprio elenco. A segunda foi somente lançada no Brasil pela gravadora RCA, durante a exibição da novela também em 1992 pela emissora SBT, constituída por outras canções interpretadas por artistas brasileiros.

### El Abuelo y Yo
O álbum lançado em 1992 consiste em canções interpretadas pelo elenco da novela e algumas instrumentais. Quando foi transmitida no Brasil pela emissora SBT também em 1992, foi lançada uma outra trilha com canções interpretadas somente por artistas brasileiros.
| N.º | Título                             | Intérprete           | Duração |  |
| 1.  | "Capitanes de la Calle"            | Ludwika Paleta       |         |  |
| 2.  | "Vuelvo de la Luna"                | Ludwika Paleta       |         |  |
| 3.  | "Rock de la Escalera"              | Alan Gutierrez       |         |  |
| 4.  | "Piel de Água"                     | Ludwika Paleta       |         |  |
| 5.  | "Vagabundo"                        | Gael García Bernal   |         |  |
| 6.  | "Daniel"                           | Ludwika Paleta       |         |  |
| 7.  | "Y Se Acavo"                       | Ludwika Paleta       |         |  |
| 8.  | "Una Leyenda"                      | Ludwika Paleta       |         |  |
| 9.  | "Triste Final"                     | Ludwika Paleta       |         |  |
| 10. | "Acción y Aventura (Instrumental)" |                      |         |  |
| 11. | "Princesas y Dragones"             | Ludwika Paleta       |         |  |
| 12. | "Triste"                           | Ludwika Paleta       |         |  |
| 13. | "Anselmo"                          | Gael García Bernal   |         |  |
| 14. | "La Primera Vez"                   | Ludwika Paleta       |         |  |
| 15. | "Aventura en Globo"                | Ludwika Paleta       |         |  |
| 16. | "El Abuelo y Yo"                   | Ludwika Paleta       |         |  |
| 17. | "Vilanitos"                        | Flor Eduarda Gurrola |         |  |
| 18. | "Tema de Lucas (Instrumental)"     |                      |         |  |
| 19. | "Tema de Creditos"                 | Ludwika Paleta       |         |  |

### Vovô e Eu
A trilha foi somente lançada no Brasil, durante sua exibição no país pela emissora SBT em 1992. Ela é constituída por canções que foram tocadas durante a novela interpretadas por artistas brasileiros, por fim não sendo as mesmas da trilha original.
| N.º | Título                            | Intérprete     | Duração |  |
| 1.  | "Vovô e Eu"                       | Kelly          | 2:12    |  |
| 2.  | "Para Todas as Crianças/Dó-Ré-Mi" | Eliana         | 2:28    |  |
| 3.  | "A Turma"                         | A Patotinha    | 1:58    |  |
| 4.  | "Daniel, o Sonho é Você"          | Mônica         | 3:04    |  |
| 5.  | "Anjo da Manhã"                   | Katia Lee      | 3:09    |  |
| 6.  | "Meu Primeiro Amor"               | Márcia Gui     | 4:01    |  |
| 7.  | "Não Tem Jeito"                   | Mara Maravilha | 3:46    |  |
| 8.  | "Todos os Caminhos"               | Eliana         | 3:19    |  |
| 9.  | "Sonho Verdade"                   | Grayce         | 3:35    |  |
| 10. | "Coisinha Fofa"                   | A Patotinha    | 2:54    |  |
| 11. | "Era Uma Vez"                     | Tatiana        | 3:17    |  |
| 12. | "Anselmo Amigão"                  | Grayce         | 2:21    |  |

## Versões
- No ano de 2003 a Televisa realizou um remake desta telenovela, intitulada De pocas, pocas pulgas com Ignacio López Tarso, Santiago Mirabent e Natasha Dupeyrón interpretando, respectivamente, os personagens que interpretaram Jorge Martínez de Hoyos, Gael García Bernal e Ludwika Paleta[6].

## Prêmios e Indicações

### Prêmio TVyNovelas de 1993
| Categoría               | Indicado(a)             | Resultado |
| ----------------------- | ----------------------- | --------- |
| Melhor ator principal   | Jorge Martínez de Hoyos | Venceu    |
| Melhor atuação infantil | Gael García Bernal      | Venceu    |
| Melhor atuação infantil | Ludwika Paleta'         | Venceu    |
| Melhor atuação infantil | Flor Edwarda Gurrola    | Indicado  |